# Ле Казе (Витербо)
Ле Казе је насеље у Италији у округу Витербо, региону Лацио.
Према процени из 2011. у насељу је живело 18 становника. Насеље се налази на надморској висини од 273 м.